# Карабан В'ячеслав Іванович

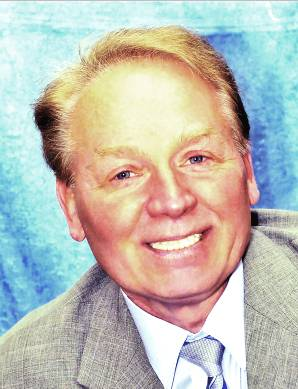
В'ячеслав Карабан

В'ячеслав Іванович Карабан (*16 липня 1947) український вчений-перекладознавець і мовознавець. Доктор філологічних наук, професор. Академік АН ВШ України з 2005 р. 

## Біографія
Народився у Новокузнецьку Кемеровської обл. (Росія). У 1971 р. закінчив відділення перекладачів факультету іноземних мов Харківського університету. З 1971 р. по 1973 р. — офіцер-перекладач у Збройних Силах. З 1973 р. по 1976 р. — аспірант кафедри англійської філології факультету романо-германської філології КДУ ім. Т. Шевченка. З 1976 р. по 1979 р. — викладач кафедри англійської філології університету, з 1980 р. по 1981 р. — доцент цієї кафедри. У 1978 р. захистив кандидатську дисертацію на тему «Аспекти поверхневої зв’язності англійського тексту». З 1981 р. по 1987 р. та з 1989 р. по 1992 р. — завідувач кафедри англійської мови, з 1987 р. по 1989 р. — старший науковий співробітник цієї ж кафедри, з 1992 р. по 1993 р. — завідувач кафедри комунікації та лінгвокраїнознавства. У 1990 р. захистив докторську дисертацію «Складні мовленнєві одиниці» (спеціальності «германські мови» та «загальне мовознавство»). З 1997 р. по 2010 р. — завідувач кафедри теорії і практики перекладу з англійської мови КНУ ім. Т. Шевченка; нині професор цієї ж кафедри. 

## Наукова діяльність
Сфери наукових інтересів: перекладознавство, контрастивна лінгвістика, етнолінгвістика, теорія мови, лексикографія, історія перебування готів на території України.    
Автор та співавтор близько 120 наукових і методичних праць, зокрема  монографії «Сложные речевые единицы: английские асиндетические полипредикативные образования» (1989), посібника «Теорія і практика перекладу з англійської мови на українську» (2004), співавтор 12 посібників із теорії і практики перекладу,  укладач «Англо-українського юридичного словника» (2003) та «Українсько-англійського юридичного словника» (2004), перекладач 3 наукових монографій з української мови англійською мовою.
Підготував 17 кандидатів наук та 2 доктори наук.
Член двох спеціалізованих рад з апробації дисертацій на здобуття наукового ступеня доктора (кандидата) філологічних наук при КНУ ім. Т. Шевченка. Член Європейського лінгвістичного товариства.
Лауреат Нагороди Ярослава Мудрого АН ВШ України (2010).